# Agrilus blatteicollis
Agrilus blatteicollis (лат.) — вид узкотелых жуков-златок.

## Распространение
Вьетнам, Индия, Китай, Лаос, Таиланд.

## Описание
Длина тела взрослых насекомых (имаго) 8,5—12,8 мм. Отличаются чёрными надкрыльями; у самцов пучок коротких отстоящих волосков в середине простернума, простернальный выступ без отстоящих волосков. Тело узкое, основная окраска со спинной стороны тёмная с отблеском. Переднегрудь с воротничком. Боковой край переднеспинки цельный, гладкий. Глаза крупные, почти соприкасаются с переднеспинкой. Личинки предположительно развиваются на различных лиственных деревьях. Встречаются с марта по июнь на высотах от 500 до 1200 м. Валидный статус был подтверждён в ходе ревизии, проведённой в 2011 году канадскими колеоптерологами Эдвардом Йендеком (Eduard Jendek) и Василием Гребенниковым (Оттава, Канада).